# Joe Smith (zenész)
Joe Smith (Ripley, 1902. június 28. – New York, 1937. december 2.), amerikai dzsessztrombitás.

## Pályafutása
Smith apja egy fúvószenekarban trombitált, egyik testvére, Russell, szintén dzsessztrombitás volt.
Smith kisebb zenekarokban kezdett játszani Missouriban. 1920 körül érkezett New Yorkba. A következő évben Chicagóban a Black Swan Mastersben zenélt. Ezután számos ismert bluesénekesnőt kísért, köztük Mamie Smith-t, Ethel Waterst és Bessie Smith-t. 1925-ben csatlakozott bátyjához Fletcher Henderson zenekarában. Olyan híres zenészek munkatársa lett, mint Louis Armstrong, Rex Stewart, Tommy Ladnier. 1929 és 1934 között a McKinney's Cotton Pickers tagja volt.
Több éven át a New York-i Bellevue kórházban ápolták, ahol végül tuberkulózisban halt meg. A Reclams Jazz Lexicon szerint Smith-nek volt „a leglíraibb és legénekesebb hangszíne a trombitások közül”.

## Albumok
?